# Eistee

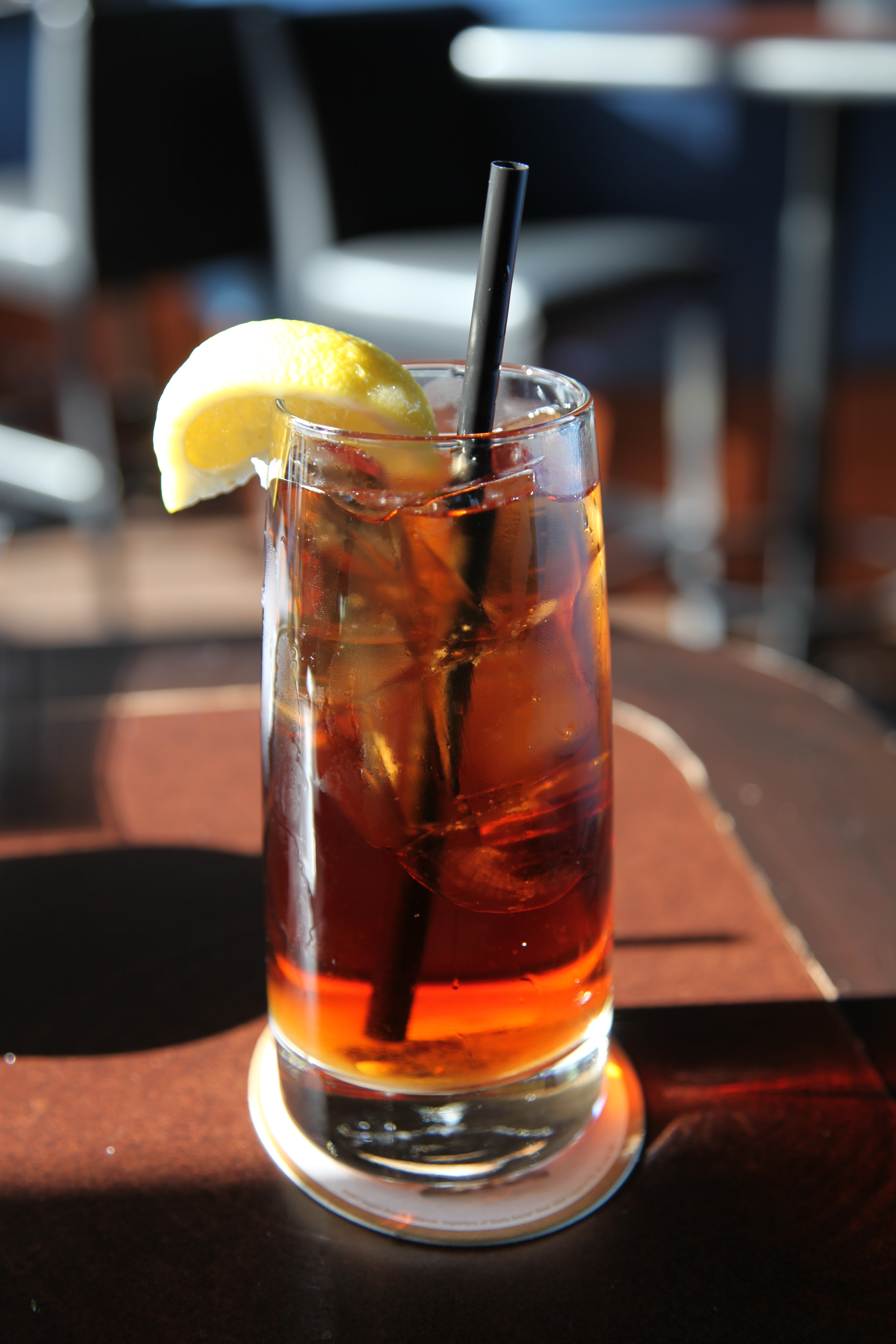
Eistee mit Zitrone

Eistee ist ein Getränk, für das traditionell Schwarztee heiß zubereitet und rasch abgekühlt wird, um einen bitteren Geschmack zu vermeiden. Der amerikanische Iced Tea, der vor allem in den Südstaaten beliebt ist, wird entweder stark mit Zucker (sweetened) oder gar nicht gesüßt (unsweetened) serviert.
Weitere Variationen werden mit Grün-, Früchte- oder Kräutertee, aus Kombinationen dieser Tees oder Kombinationen mit Fruchtsaft wie z. B. Zitronensaft oder dem Saft aus Pfirsichen zubereitet. Eistee wird häufig mit einer Zitronenscheibe oder Pfefferminze sowie Eiswürfeln serviert, damit er kühl bleibt.

## Geschichte
Die Idee, gekühlten Tee zu trinken oder Tee mit Eiswürfeln zuzubereiten und zu servieren, entstand Mitte des 19. Jahrhunderts. Der Eistee wurde 1904 vom Engländer Richard Blechynden popularisiert. Dieser war auf der Weltausstellung in St. Louis für den Tee zuständig und sollte die Amerikaner vom Schwarztee überzeugen, die bis dahin nur Grüntee kannten. Blechynden sah sich mit dem Problem konfrontiert, dass heißer Tee im Rekordsommer 1904 keinen Anklang finden würde, so kam er auf die Idee, den Tee mittels gekühlter Blei-Rohre abzukühlen. Nach dem Ersten Weltkrieg wurde in den USA Eistee in speziellen hohen Gläsern getrunken. Während des Zweiten Weltkriegs wurden die USA fast ausschließlich mit Schwarztee aus den britisch-kontrollierten Gebieten in Indien beliefert. In der Schweiz wurde Eistee 1984 von Bischofszell Nahrungsmittel erstmals industriell produziert.

## Absatz
In Deutschland werden jährlich ca. 6,6 Millionen Hektoliter Eistee abgesetzt. Bekannte Marken auf dem deutschen Markt sind Lipton und Pfanner. Nestlé hatte angekündigt sich per Ende März 2023 mit dem Nestea aus Deutschland zurückzuziehen, nachdem der Fuze Tea von Coca-Cola ständig Marktanteile gewinnen konnte. Marktführer in Österreich ist Rauch mit einem Marktanteil von mehr als 50 %. In der Schweiz wird mit jährlich ca. 28 Liter pro Kopf am meisten Eistee in Europa getrunken. Führende Marken sind hier die Eigenmarke der Migros, produziert von der zur Migros gehörigen Fresh Food & Beverage Group, die Eigenmarke von Coop sowie Lipton und Nestea. Inzwischen ist Nestea in der Schweiz auf den 2. Platz vorgerückt. Belgien ist mit 10 Liter pro Kopf auf Platz 2, in Deutschland werden 3 Liter pro Kopf getrunken.

## Schädigend für Zähne
Eistee wird auch als industriell hergestelltes Fertiggetränk bzw. als Instantprodukt angeboten. Diesen Produkten wird oft Zucker und Zitronensäure (E330) in großen Mengen zugesetzt. Der Verzehr von Lebensmitteln, die eine größere Menge an Zitronensäure enthalten, kann den pH-Wert des Speichels stark herabsetzen. Im Zentrum für Zahnmedizin der Universität Zürich stellten Wissenschaftler darüber hinaus fest, dass bei übermäßigem Konsum ohne Nachspülen dies dazu führen kann, dass Mineralstoffe aus den Zähnen herausgespült werden, was insbesondere in Kombination mit größeren Mengen Zucker zu Zahnschäden führen kann. Für Kinder mit Milchzähnen ist das gefährlicher, da diese empfindlicher sind.